# Пенг Ђенфенг
Пенг Ђенфенг (пинјин Peng Jianfeng; 6. септембар 1994) елитни је кинески скакач у воду и члан репрезентације Кине. Његова специјалност су појединачни скокови са даске са висина од једног и од три метра. 
Највећи успех у каријери остварио је на светском првенству 2017. у Будимпешти када је у дисциплини даска 1 метар освојио златну медаљу са 448,40 освојених бодова, свега 1,2 бода више од другопласираног сународника Хе Чаоа. Две године касније на СП 2019. у Квангџуу у истој дисциплини осваја бронзану медаљу са укупним резултатом од 415,00 бодова.
Освајач је и две златне медаље са Летње универзијаде 2015. године (у обе појединачне дисциплине скокова са даске).